# Smartkort

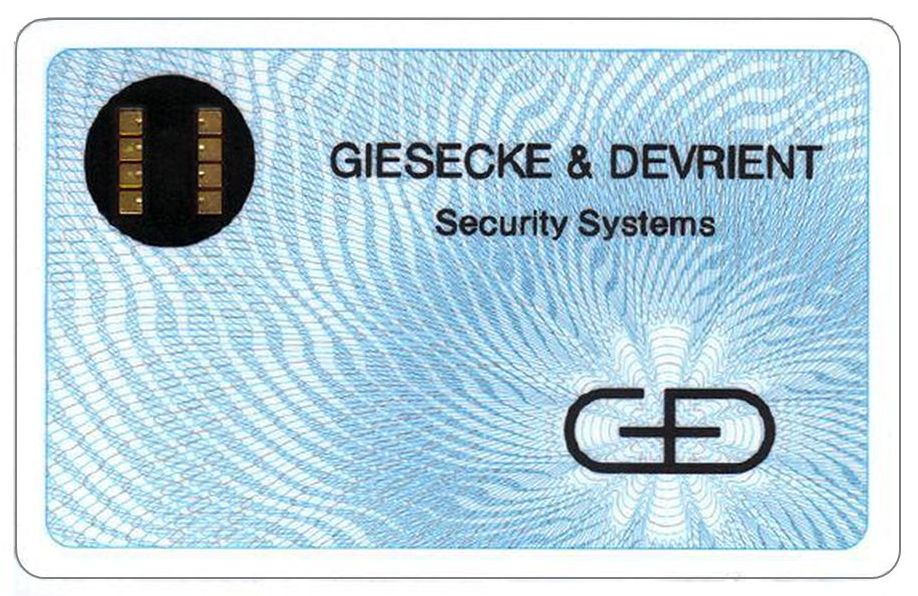
Ett smartkort av Giesecke & Devrient från 1979.

Smartkort, chipkort eller ICC (Integrated Circuit Card) (engelska Smart Card (SC)) definieras som ett kort i bank-/kreditkortsstorlek med inbyggda kretsar som kan processa information. Detta anger att det kan ta emot indata som bearbetas och levereras som utdata. Det finns två breda kategorier av dessa kort. Minneskort innehåller enbart lagringskomponenter, och i vissa fall någon specifik säkerhetslogik. Kort med mikroprocessor innehåller komponenter både för lagring och process. Kortet är av plast, oftast PVC, men ibland ABS. Kortet kan även ha ett hologram för att motverka förfalskning. Att använda smartkort är även en form av stark säkerhetsautentisering för enstaka log in-tillfällen till företag och organisationer.